# Ante Čović
Ante Čović, född 13 juni 1975 i Sydney, australisk före detta fotbollsspelare med kroatisk härkomst.
Čović växte upp i Hurtsville söder om Sydney och han har varit proffs i Grekland och Kroatien. Han reste till Grekland 1999 för att spela med PAOK FC där han fick speltid, men tränarbyte gjorde att han lånades ut till AO Kavala. Efter ett år där kallades han tillbaka till PAOK i april 2001. den 12 maj 2001 stod han i grekiska cupfinalen som PAOK FC vann. Čović är en placeringssäker målvakt. Före säsongen 2002 skrev han på för Hammarby IF. Hans debut i Hammarby var den 25 april 2002 borta mot Snöstorp/Nyhem FF i Svenska cupen, Allsvensk debut 14 maj 2002 borta mot IFK Göteborg. Uttagen i Australiens VM-trupp 2006. Hösten 2006 bestämde han sig för att flytta hem till Australien tillsammans med sin familj. Newcastle United Jets FC blev hans nya klubbadress. Den 18 mars 2009 skrev han på för IF Elfsborg, Borås. Han avslutade karriären efter en tid i Wellington Phoenix.